# 桑原藍
桑原 藍（くわはら あい、2004年8月18日 - ）は、広島県東広島市出身の女子サッカー選手。INAC神戸レオネッサ所属。ポジションはフォワード。

## 経歴

### ユース
小学校4年の時に地元のF.C.リデル東広島でサッカーを始めた。
中学時代はAICシーガル広島レディース（現AICグローラス広島レディース）に所属し、2020年にはU16日本代表候補にも選出された。
高校はAICJ高等学校へ進学。サッカー部に所属し、1年からレギュラーとして活躍した。2022年のインターハイでは優秀選手に輝いた。

### シニア
2022年12月、INAC神戸レオネッサへの加入が決まり、広島県内の高校から初となるWEリーグプロ契約選手となった。

## 個人成績

### クラブ
| クラブ             | シーズン | リーグ | 背番号 | リーグ戦 | リーグ戦 | カップ戦 | カップ戦 | リーグ杯 | リーグ杯 | AFC  | AFC  | 合計 | 合計 |
| クラブ             | シーズン | リーグ | 背番号 | 出場     | 得点     | 出場     | 得点     | 出場     | 得点     | 出場 | 得点 | 出場 | 得点 |
| ------------------ | -------- | ------ | ------ | -------- | -------- | -------- | -------- | -------- | -------- | ---- | ---- | ---- | ---- |
| INAC神戸レオネッサ | 2022-23  | WE     | 20     | 0        | 0        | -        | -        | -        | -        | —    | —    | 0    | 0    |
| INAC神戸レオネッサ | 2023-24  | WE     | 20     | 16       | 2        | 1        | 0        | 5        | 0        | -    | -    | 22   | 2    |
| INAC神戸レオネッサ | 2024-25  | WE     | 20     | 20       | 0        | 3        | 0        | 2        | 0        | -    | -    | 25   | 0    |
| INAC神戸レオネッサ | 2025/26  | WE     | 13     |          |          |          |          |          |          | -    | -    |      |      |
| INAC神戸レオネッサ | 通算     | 通算   | 通算   | 36       | 2        | 4        | 0        | 7        | 0        | 0    | 0    | 47   | 2    |
| 通算               | 日本     | 日本   | 1部    | 36       | 2        | 4        | 0        | 7        | 0        | 0    | 0    | 47   | 2    |
| 総通算             | 総通算   | 総通算 | 総通算 | 36       | 2        | 4        | 0        | 7        | 0        | 0    | 0    | 47   | 2    |

- WEリーグ
  - 初出場 - 2023年11月11日 第1節 アルビレックス新潟レディース戦 (ノエビアスタジアム神戸)[5]
  - 初得点 - 2023年12月13日 第3節 ノジマステラ神奈川相模原戦 (ノエビアスタジアム神戸)[5]

## タイトル

### クラブ
- INAC神戸レオネッサ
  - 皇后杯 JFA 全日本女子サッカー選手権大会: 1回 (2023)